# Etna Station
Etna Station (Etna stasjon) var en jernbanestation på Valdresbanen, der lå i bygden Leirskogen i Sør-Aurdal kommune i Norge. Den lå lige ved fylkesvei 234 mellem Breidablikk i Sør-Aurdal og Madslangrud i Etnedal. Der var tidligere en betydelig trafik på stedet med post, butik og tømmertrafik.
Stationen åbnede 1. april 1904, året efter at banen blev forlænget fra Dokka til Tonsåsen. Den blev nedgraderet til trinbræt 7. januar 1968. Persontrafikken på banen blev indstillet 1. januar 1989.
Den første stationsbygning blev opført til åbningen i 1903 men blev senere solgt og flyttet til en nærliggende grund. Den anden stationsbygning er en banevogterbolig tegnet af NSB Arkitektkontor, der blev flyttet dertil fra Lampeland på Numedalsbanen i 1940.